# Pölven
Le Pölven est une montagne qui s’élève à 1 595 m d’altitude dans les Alpes de Kitzbühel, en Autriche.